# Donkervoort D8
El Donkervoort D8 es un coche hecho a a mano por la empresa holandesa Donkervoort. En 1996, los motores Ford-Zetec  fueron sustituidos por motores Audi. El coche utiliza un chasis basado en el del Lotus Seven.

## Datos

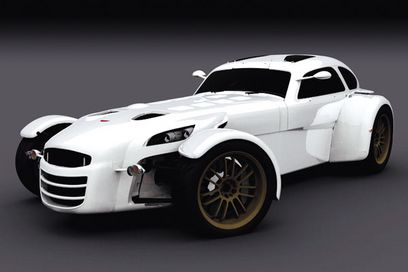
Donkervoort D8 GT.

El D8 se distingue por tener una buena refrigeración debido a su estructura.
Este coche pasa de 0-100km en menos de 4 segundos. El coche vale en torno a 85.000 $.

## Distintos modelos
El modelo D8 tiene varios modelos que son:
| Vehículo          | Año          | Motor                                        |
| ----------------- | ------------ | -------------------------------------------- |
| D8 Zetec          | 1993-1998    | motor 1.8 litros o 2.0 litros 16V Zetec      |
| D8 Cosworth       | 1994-1998    | motor 2.0 litre DOHC                         |
| D8 Audi (AGU)     | 1999-2002    | turbocargador 1.8 L Motor Audi, 150-245 bhp  |
| Audi (E-gas)      | 2003-present | turbocargador 1.8 L Motor Audi, 150-210 bhp, |
| D8 270 RS         | 2005-present | turbocargador, 1.8 L Motor Audi              |
| D8E 280           | 2007-present | turbocargador, 1.8 L Motor Audi, Especial    |
| Donkervoort D8 GT | 2007-present | turbocargador, 1.8 L, 20v Motor Audi         |